# Стафтон, Уильям (губернатор)
Уильям Стафтон (или Стоутон, англ. William Stoughton; 1631 — 7 июля 1701) — новоанглийский колониальный судья и администратор, исполняющий обязанности губернатора провинции Массачусетс-Бэй. Его имя связано с судебными процессами в Сейлеме, на которых он выступал в качестве главного судьи Специального суда в 1692 году, а затем в качестве главного судьи Верховного суда в 1693 году. 
После окончания Гарвард-колледжа в 1650 году продолжил религиозное образование в Англии, где также проповедовал. Вернувшись в Массачусетс в 1662 году, предпочёл пойти в политику. Служил в качестве заместителя губернатора провинции с 1692 года до своей смерти в 1701 году, 6 лет исполнял обязанности губернатора в отсутствие назначенного губернатора. Был одним из крупных землевладельцев провинции, сотрудничая с Джозефом Дадли и другими влиятельными фигурами, в честь него был назван город Стоутон, штат Массачусетс.

## Ранние годы
Стафтон родился в 1631 году в семье Израэла Стафтона и Элизабет Найт Стафтон. Точное место его рождения неизвестно, как и дата, неизвестно также, когда его родители эмигрировали из Англии в колонию Массачусетского залива.
Стафтон окончил Гарвард-колледж в 1650 году по специальности «богословие». Он намеревался стать пуританским миссионером и отправился в Англию, где продолжил учебу в Нью-Колледже, Оксфорд. В 1653 году он стал магистром теологии. Англия находилась в то время под властью пуритан, хотя 1653 год был годом, когда Оливер Кромвель распустил парламент. Стафтон проповедовал в Суссексе и после того, как Карл II был восстановлен на троне в 1660 году, потерял свои позиции в преследовании религиозных диссидентов.

## Политик и администратор

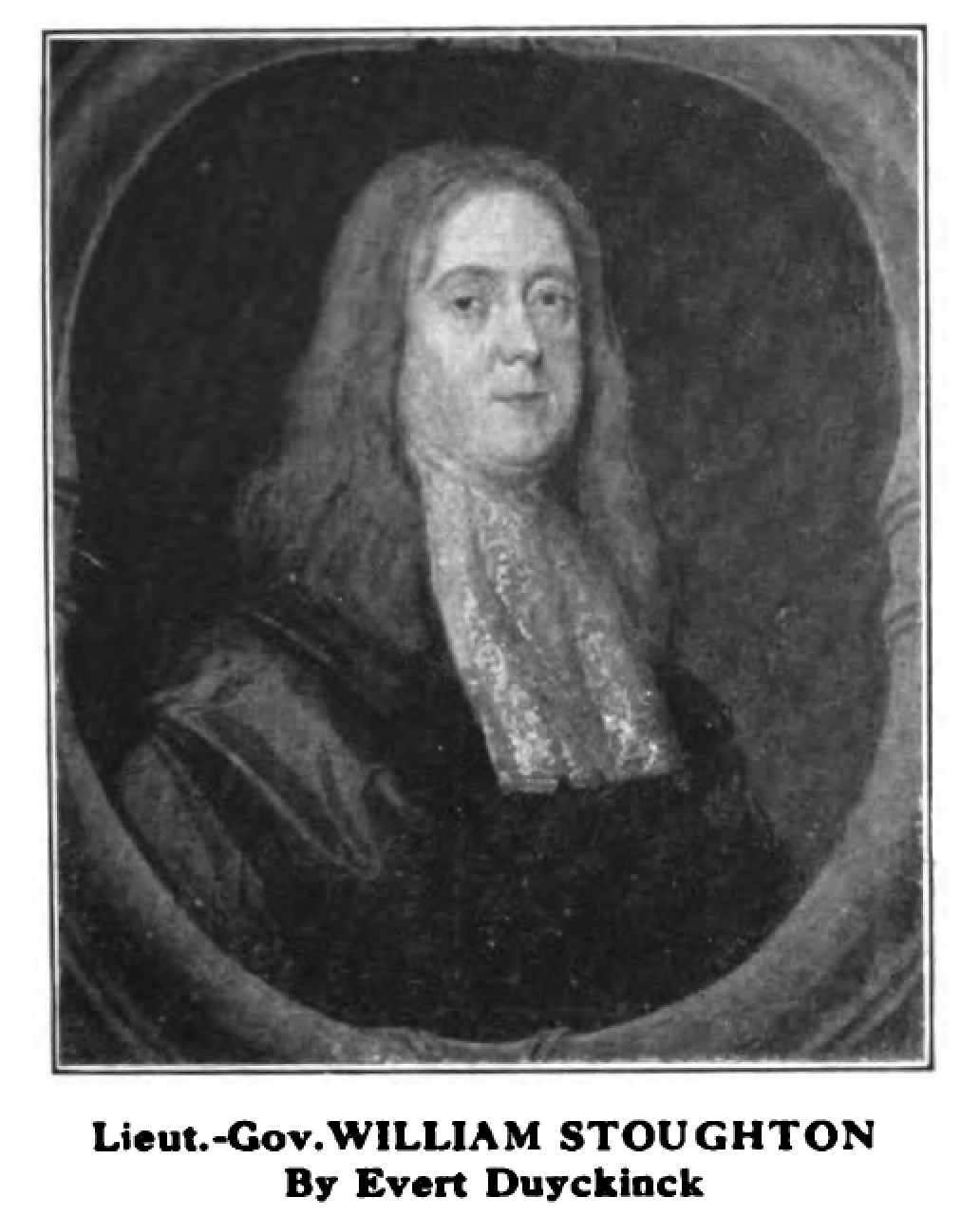
Портрет Стафтона, ок. 1685, худ. Э. Дюйкинк

Не видя перспектив в Англии, Стафтон вернулся в Массачусетс в 1662 году. Он несколько раз проповедовал в Дорчестере и Кембридже, но отказался от постоянных пасторских должностей. Вместо этого он начал участвовать в политике и развитии земель. Он служил в совете заместителей колонии (предшественнике губернаторского совета) почти каждый год с 1671 по 1686 год и представлял колонию в Конфедерации Новой Англии с 1673 по 1677 и с 1680 по 1686 год. 

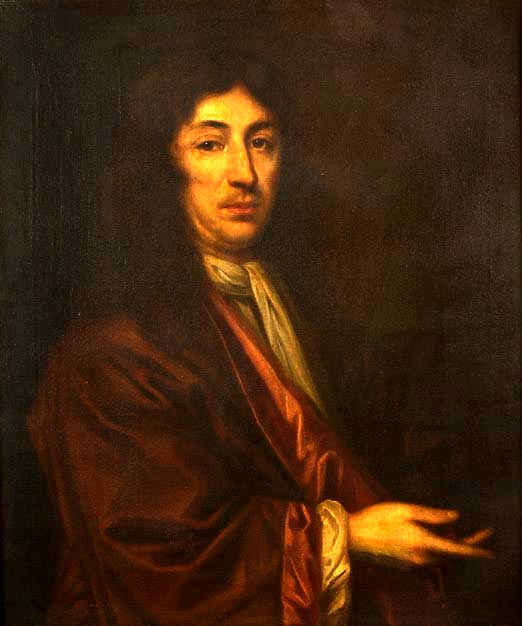
Друг и деловой партнёр Стафтона Джозеф Дадли

В 1676 году Стафтон вместе с Питером Балкли был избран агентом, представлявшим интересы колонии в Англии. Им было разрешено приобрести земельные претензии у наследников сэра Фердинандо Горджеса, которые претендовали на земли в нынешнем штате Мэн. Стафтон и Балкли приобрели эти требования за 1200 фунтов стерлингов, вызвав гнев короля Карла II, который намеревался приобрести эти претензии для своего сына герцога Йоркского. Реализация купленных требований также натолкнулась на противодействие лордов Англии. В итоге миссия Стафтона и Балкли усугубила антагонизм колониальных чиновников и короны.
На протяжении многих лет Стафтон был другом Джозефа Дадли и его политическим и деловым партнёром. Они тесно сотрудничали и вместе занимались освоением земель. В 1680-х годах Стафтон приобрел значительные владения у племени Нипмук, там, где ныне находиться округ Вустер, на пару с Дадли. Партнерство включало предприятие, в рамках которого был основан Оксфорд для расселения беженцев-гугенотов.
Когда Дадли в 1686 году был назначен главой Доминиона Новая Англия, Стафтон стал членом губернаторского совета, а затем был избран заместителем Дадли. Во время правления сэра Эдмунда Эндроса Стафтон служил судьей. Когда Эндрос был арестован в апреле 1689 года в бескровном восстании, Стафтон был одним из лидеров бунта. Несмотря на участие в восстании, он оставался непопулярным из-за своих связей с Эндросом, из-за чего не получил назначения в новый состав совета. Он обратился к политически влиятельной семье Мэзер, с которой у него все еще были хорошие отношения. В 1692 году, когда из Англии прибыли Инкриз Мэзер и сэр Уильям Фипс с хартией о создании провинции Массачусетс-Бэй, Стафтон был назначен заместителем губернатора провинции, которым стал Фипс.

## Сейлемские ведовские процессы
Вскоре после назначения Фипса в Сеёлеме стали распространяться слухи о колдовстве. Фипс назначил Стафтона главой специального трибунала для рассмотрения обвинений в колдовстве, а в июне назначил его главным судьей колониальных судов, на этой должности он будет пребывать до своей смерти.
В пресловутых судебных процессах в Сейлеме Стафтон выступал в качестве главного судьи и обвинителя. Он был особенно жесток в отношении некоторых подсудимых и нередко манипулировал доказательствами. 
В ноябре и декабре 1692 года губернатор Фипс наблюдал за реорганизацией судов колонии, чтобы привести их в соответствие с английской судебной практикой. Новые суды, которые возглавлял Стафтон, продолжили охоту на ведьм, но Фипс потребовал учитывать только материальные доказательства. В результате значительное число дел было прекращено из-за отсутствия доказательств, и губернатор приказал освободил несколько осуждённых. 3 января 1693 года Стафтон распорядился казнить подозреваемых в колдовстве женщин, которые были беременны. Фипс наложил вето на это распоряжение. Такой поворот событий разозлил Стафтона, и он ненадолго покинул свой пост в знак протеста. 
В отличие от своего коллеги Сэмюэла Сьюэлла, который позднее выразил сожаление в связи с своими действиями на посту судьи, Стафтон никогда не признавал, что его действия и убеждения в отношении обвиненных в колдовстве были ошибочными.

## Исполнение обязанностей губернатора
Стафтон также принимал участие в наблюдении за колониальным ответом на войну короля Вильгельма, которая разразилась в 1689 году. Массачусетс был на переднем крае войны с Новой Францией, а его северные приграничные общины серьезно пострадали от французских и индейских рейдов. Губернатор Фипс часто отбывал на север и курировал строительство там оборонительных сооружений, в результате чего Стафтон контролировал дела в Бостоне. В начале 1694 года Фипс был отозван в Лондон, чтобы ответить на обвинения в неправомерном поведении. Он задержал свой отъезд до ноября, и с этого времени Стафтон занял пост исполняющего обязанности губернатора. Фипс умер в Лондоне в начале 1695 года, прежде чем ему были предъявлены обвинения.

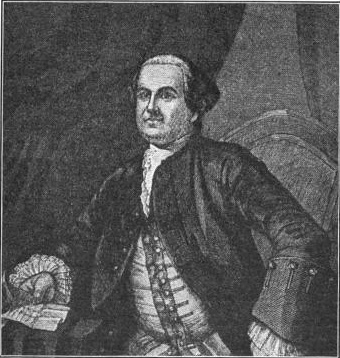
Сэр Уильям Фипс, губернатор Массачусетса в 1692–1694

Стафтон считал себя временным руководителем, пока корона не назначит нового губернатора. Как следствие, он предоставил провинциальному собранию значительную степень автономии. Он также предпринял довольно мало активных шагов по осуществлению колониальной политики, только в той мере, чтобы следовать инструкциям из Лондона. 
В 1695 году Стафтон опротестовал действия французских каперов, действовавших из Акадии, которые терроризировали рыболовный и торговый флот Новой Англии [31]. В попытке противостоять этой деятельности он уполномочил церковь Беньямина организовать налет на Акадию. В то время, когда лидер ополченцев Бенджамин Чёрч собирал людей для отпора, губернатор Новой Франции граф Фронтенак организовал экспедицию, нацеленную на английский форт в Пемакиде, штат Мэн. Чёрч едва приступил к своей экспедиции в августе 1696 года, когда узнал, что форт взят и уничтожен. Два рейда Чёрча провалились, и Массачусетское собрание обратилось в Лондон за помощью.
Мир между Францией и Англией был достигнут в 1697 году, но он не разрешил вопросов, касавшихся племени абенаков на севере. В результате напряженность на границе не спала, и споры по поводу рыболовных угодий продолжились. Стафтон и акадский губернатор Жозеф Робино де Вийябон обменялись жалобами и угрозами в 1698 году по этому вопросу. Стафтон обратился в Лондон за дипломатической помощью, и напряженность удалось погасить.
Стафтон исполнял обязанности губернатора до 1699 года, а также выполнял функции главного судьи. Он оставался заместителем губернатора во время кратковременного правления графа Белломонта и снова исполнял обязанности губернатора в связи с отъездом последнего в 1700 году. К тому времени Стафтон уже был болен.

## Семья и наследие
Стафтон умер в своем доме в Дорчестере в 1701 году, все еще исполняя обязанности губернатора, и был похоронен на кладбище, ныне известном как Дорчестерское северное кладбище. Он был холостяком и завещал часть своего имения и особняка Уильяму Тейлеру, сыну своей сестры Ребекки. Тейлер, который в дальнейшем также дважды исполнял обязанности губернатора, был похоронен рядом со Стафтоном.
Город Стоутон, штат Массачусетс, назван в его честь, как и один из корпусов Гарвард-колледжа, который был построен в 1698 году на подаренные Стафтоном 1000 фунтов стерлингов.